# Алија Изетбеговић
Алија Изетбеговић (Шамац, 8. август 1925 — Сарајево, 19. октобар 2003) био је босанскохерцеговачки политичар. Био је председник Председништва СР БиХ, а касније Републике Босне и Херцеговине, оснивач и први председник Странке демократске акције. Први је политичар који је на европско тло довео муџахедине.

## Биографија
Алија Изетбеговић је рођен 8. августа 1925. године од оца Мустафе и мајке Хибе Изетбеговић. Алија је био треће од петоро деце — три кћерке и два сина. Породично презиме настало је по њиховом претку Изет-бегу Јахићу, који је био у османској служби, који се 1861. године иселио из Београда у Босански вилајет. Породица Јахић је живела у Београду стотинама година. Изетбеговићев деда Алија, по коме је он добио име, служио је као војник у Ускудару и оженио је турску жену по имену Садика. Пар се преселио у Шамац и имали су петоро деце, међу којима је био и Алијин отац. Изетбеговићев деда је касније постао начелник града, и саопштено је да је спасио четрдесет Срба од погубљења од стране Аустроугарске војске. Након досељења породице у Сарајево, током 1930—их похађао је гимназију, а у доба Другог светског рата био је активан у муслиманским хуманитарним удружењима као члан панисламистичке организације Млади муслимани и то пронацистичке фракције која је подржавала Ханџар-дивизију, због чега 1946. бива осуђен на три године робије. По одслужењу казне студира и дипломира право 1956. године, након чега се запошљава у фабрици „Босна“ у којој ће провести скоро тридесет година.

### Политичка и списатељска делатност
Изетбеговић се политички до краја профилирао крајем 60-их и почетком 70-их, када је написао политичко-верски програм Исламска декларација (1970), у којем се залаже за државни систем утемељен на принципима сунитског ислама. Есенцијално, радило се о теократском пројекту који се залаже не само за ревитализацију исламских начела у друштвима у којима живе муслимани, него и за правни поредак и политичку власт базирану на шеријатском правном систем (сама Босна и Херцеговина није споменута у „Исламској декларацији“). Тај је текст видљиво панисламистички по своме виђењу: Изетбеговићева је утопија прокламација муслиманске власти и одбијање како тоталитарно комунистичког, тако и секуларно-демократског западног друштвеног и политичког модела. Иако није фундаменталистички радикалан у својој реторици, нити догматски ортодоксан као вехабијски покрет крајње противзападне провенијенције, јасно је да је Изетбеговићев спис политички програм на црти исламских утопијских нацрта који су настајали од друге половине 19. века као реакција на притисак запада и изазове модернизације.
Године 1980. објављује своје најважније дело, „Ислам између истока и запада”. Та се књига може окарактерисати као историјско-филозофско разматрање положаја исламске цивилизације, посебно у контексту секуларизације и смеше науке, технологије и политичке демократије која је препородила запад, потиснувши хришћански идентитет у други план- процес за који је аутор исправно претпоставио да ће корозивно деловати и на верски састав земаља с већинским муслиманским становништвом. Изетбеговићева је позиција истовремено конзервативна и противсловна: залаже се за очување специфично исламских обележја друштва, међутим, остаје нејасно јесу ли те карактеристике спојиве с универзалним начелима политичке демократије коју није директно осудио. У 1983. Алија Изетбеговић је осуђен на политичком процесу у Сарајеву (заједно с још неколицином истомишљеника) због „муслиманског национализма” и „непријатељске пропаганде” на 14 година затвора. Након издржанога дела казне у затвору у Зеници, 1988. је, у клими либерализације распадајућег комунизма, амнестиран.

### Оснивање СДА, сувереност БиХ и рат
Године 1990. Изетбеговић оснива Странку демократске акције, националну политичку странку Муслимана, садашњих Бошњака. На првим вишестраначким изборима у Босни и Херцеговини након више од пола века, СДА добија 33% мандата у новом парламенту као појединачно најјача странка у БиХ. Иако је Фикрет Абдић, харизматични политичар из западне Босне, добио више гласова на изборима за председништво од Изетбеговића, услед више национално-политичких аранжмана Алија Изетбеговић постаје муслимански члан босанско-херцеговачког председништва и његов председник.
Политички договор између српских, хрватских и муслиманских партија и политичара почео се растакати у клими растуће националне поларизације. Изетбеговић је избегавао осуду српске политике, стварајући привид еквидистанце („То није наш рат“). Мотив за такво понашање је вероватно лежао у страху од проширења рата на целу Босну и Херцеговину и свести о могућем страдању цивилног становништва због чега је наставио да инсистира на дипломатском решењу уз помоћ међународне заједнице. Заступао је став да Босна и Херцеговина не треба да остане у окрњеној Југославији, већ да има исто право на самоопредељење као и све њене бивше републике. У марту 1992. Босна и Херцеговина проглашава независност и самосталност, што су признале САД и земље Европске уније у априлу 1992. Након пропасти Лисабонског договора, под патронатом португалског дипломата Хосеа Кутиљера, који је предвиђао преуређење БиХ на принципима националне кантонизације (хрватска, српска и муслиманска страна су потписале договор, но Изетбеговић је повукао свој потпис после два месеца), отпочео је рат на целом подручју Босне и Херцеговине.
Политички програм СДА предвођене Изетбеговићем је била унитарна („јединствена“) Босна и Херцеговина без унутрашњег устројства које би се темељило на националном начелу. Та је политика, коју су Срби и Хрвати перципирали као покушај муслиманске доминације преко централизиране БиХ у којој су Муслимани имали релативну већину изазвала аверзију код хрватског и српског становништва. Хрватска страна страховала је од оснажења централне моћи која их је подсећала на српски централизам из доба Краљевине Југославије, док је српско становништво страховало од могућег обнављања масовних злочина који су над њим почињени у Босни, током Другог светског рата, од стране муслиманских и хрватских припадника СС-а и усташа. Пораст тензија између три највећа босанскохерцеговачка народа као и велики низ појединачних инцидената букнули су у свеопшти грађански рат на територији Босне и Херцеговине. Српска и хрватска страна, чије су земље матице биле против унитарне Босне биле су активно помагане, војно и материјално од стране Србије и Хрватске. Босански Муслимани, и њихов председник Алија Изетбеговић, потражили су помоћ међу богатим блискоисточним муслиманским државама.
Током рата сарађивао је са исламским екстремистичким организацијама, између осталих и Ал Каидом Осаме Бин Ладена кога је и лично примио у Сарајеву 1994. године. Посету Осаме бин Ладена Сарајеву и његов сусрет са Алијом Изетбеговићем открила је новинарка немачког магазина Шпигл Рената Флотау, која је испред канцеларије тадашњег првог човека власти у Сарајеву чекала интервју и случајно наишла на Бин Ладена.
Сам ток рата у Босни и Херцеговини довео је прилагођавања Изетбеговићеве политике реалности на терену, па је након више неуспелих примирја, у америчком граду Дејтону 1995. склопљен споразум између Изетбеговића као представника Бошњака (године 1993. муслимански народ је службено промијенио име у бошњачки), Милошевића који је представљао Србе из БиХ, те Туђмана као представника босанско-херцеговачких Хрвата.

### Послератно раздобље
После Дејтонског споразума Алија Изетбеговић остаје активан као председник СДА и копредседник бошњачко-хрватске Федерације БиХ, но права власт је, по споразуму, прешла у руке високог представника «међународне заједнице» (есенцијално, САД и ЕУ). Због погоршања здравља Изетбеговић се повлачи из политике 2000. године, но задржава пресудан утицај на обликовање бошњачке политике. Дана 19. октобра 2003. Изетбеговић је преминуо од компликација узрокованих погоршањем срчане болести. Његовој сахрани присуствовало је преко 150.000 људи из БиХ, као и бројне дипломатске делегације из Француске, Сједињених Држава, Грчке, Аустрије, Турске, Македоније, Хрватске, Словеније, Ирана и Пакистана. Сахрана је протекла у сенци информације да је хашко тужитељство разматрало могућност подизања оптужнице против њега због ратних злочина које су починили исламски муџахедини против хрватског и српског народа и заробљених војника.

### Хашка оптужница
Оригинална оптужница која је подигнута 16. децембра 1996. године враћена је из Трибунала у Хагу уз образложење главног тужиоца Луиз Арбура да не садржи довољно доказа за сумње да је Алија Изетбеговић починио тешко кршење међународног хуманитарног права. Бироу Владе Републике Српске за односе с Међународним кривичним судом у Хагу Републичко јавно тужилаштво доставило је 2. новембра 2001. године проширену оптужницу против Алије Изетбеговића, који је у вријеме рата у БиХ обављао функцију предсједника Предсједништва БиХ. Биро Владе Републике Српске за односе с Међународним кривичним судом у Хагу прослиједило је 8. новембра 2001. године проширену оптужницу против Алије Изетбеговића Међународном кривичном суду у Хагу. Оптужница терети Алију Изетбеговића за геноцид, ратне злочине над цивилним становништвом и заробљеницима и уништавање културних и историјских споменика. Уз оптужницу Трибуналу у Хагу достављени су докази: 300 кривичних пријава, 350 изјава свједока саслушаних пред судовима Републике Српске, 1000 изјава датих органима унутрашњих послова Републике Српске, 16 видео и 9 аудио-записа, 800 свједочења цивила - инвалида страдалих од граната или снајпера и други доказни материјал.
Дана 8. новембра 2001. године у Бироу Владе Републике Српске за односе с Међународним кривичним судом за ратне злочине у Хагу одржана је конференција за новинаре, коју су поводом достављања проширене оптужнице против Алије Изетбеговића Међународном кривичном суду у Хагу одржали премијер Републике Српске Младен Иванић, министар правде Владе Републике Српске Биљана Марић, савјетник премијера Републике Српске за односе с Трибуналом Синиша Ђорђевић и јавни тужилац Републике Српске Војислав Димитријевић. Образлажући оптужницу, јавни тужилац Републике Српске Војислав Димитријевић је рекао да су геноцид, ратни злочини над цивилима и заробљеницима и разарање културних и историјских споменика за које се Алија Изетбеговић терети извршени у периоду од 1. маја 1992. до 14. децембра 1995. године када је Алија Изетбеговић био предсједник Предсједништва БиХ. „Осим што је био предсједник предсједништва Алија Изетбеговић је од „зелених беретки“ и других паравојних формација и муџахедина организовао муслиманска Армију БиХ и имао реалну власт над својим јединицама“ рекао је јавни тужилац Републике Српске Војислав Димитријевић. Алији Изетбеговићу се на терет стављају злочини које је починила муслиманска Армија БиХ која је, у градовима и насељима које је контролисала вршила систематско убијање, злостављање и тјерање цивила на присилни рад, у чему су предњачили добровољци из Авганистана, Судана, Алжира и Египта. Јединице муслиманске Армије БиХ поступале су супротно женевским конвенцијама из 1949. године, у чему је предњачила Седма муслиманска брдска бригада Трећег корпуса муслиманске Армије БиХ, састављена искључиво од муџахедина. Почасни командант те бригаде био је Алија Изетбеговић. На територији под контролом муслиманске Армије БиХ, на око 400 локација били су организовани логори за цивилно становништво. Само на подручју Сарајева било их је 80. Најпознатији логори су били Силос, Централни затвор, Мусала, Касарна „Виктор Бубањ”, Челебићи. Оптужница терети Алију Изетбеговића и за систематско уништавање објеката Српске православне цркве. „Током рата јединице Армије БиХ порушиле су око 200 таквих објеката, што се не може оправдати ратним дејствима“. „Ово је оптужница против једног човјека, а не против народа. Оптужен је човјек који је током рата у БиХ обављао значајну функцију, знао за злочине, а није учинио ништа да се они спријече“, рекао је тадашњи премијер Републике Српске Младен Иванић.

## Популарна култура
Музика:
- Не волим те Алија, Баја Мали Книнџа
- Ој Алија, ниси више главни, Баја Мали Книнџа
- Ој, Алија, Аљо, Коридор